# Husseren-les-Châteaux

Husseren-les-Châteaux este o comună în departamentul Haut-Rhin din estul Franței. În 2009 avea o populație de 512 de locuitori.

## Evoluția populației
| An        | 1975 | 1982 | 1990 | 1999 | 2006 | 2009 |
| --------- | ---- | ---- | ---- | ---- | ---- | ---- |
| Populație | 367  | 362  | 377  | 397  | 488  | 512  |